# Бертештиј де Сус (Браила)
Бертештиј де Сус (рум. Berteștii de Sus) насеље је у Румунији у округу Браила у општини Бертештиј де Жос. Oпштина се налази на надморској висини од 7 m.

## Становништво
Према подацима из 2002. године у насељу је живело 374 становника, од којих су сви румунске националности.